# Felices 140
Pour plus de détails, voir Fiche technique et Distribution.
Felices 140 est un film espagnol réalisé par Gracia Querejeta, sorti en 2015.

## Synopsis
Elia va fêter ses 40 ans et invite sa famille et ses amis pour une fête. À l'occasion de celle-ci, elle leur apprend qu'elle a remporté la loterie EuroMillions.

## Fiche technique
- Titre : Felices 140
- Réalisation : Gracia Querejeta
- Scénario : Santos Mercero et Gracia Querejeta
- Musique : Federico Jusid
- Photographie : Juan Carlos Gómez
- Montage : Leire Alonso
- Production : Gerardo Herrero
- Société de production : Foresta Films, Hernández y Fernández Producciones Cinematográficas, La Ignorancia de la Sangre et Tornasol Films
- Pays :  Espagne
- Genre : Comédie dramatique
- Durée : 98 minutes
- Date de sortie : 
  - Espagne : 10 avril 2015

## Distribution
- Maribel Verdú : Elia
- Antonio de la Torre : Juan
- Eduard Fernández : Ramón
- Nora Navas : Martina
- Marian Álvarez : Cati
- Alex O'Dogherty : Polo
- Paula Cancio : Claudia
- Marcos Ruiz : Bruno
- Blanca Rodríguez : Amalia
- Ginés García Millán : Mario

## Distinctions
Marian Álvarez et Nora Navas ont été nommées au prix Goya de la meilleure actrice dans un second rôle pour ce film.